# Junta governativa mineira de 1821-1822
Quando D. João VI transformou as capitanias em províncias, estas foram inicialmente governadas por uma junta governativa provisória.
Dez eram os membros da junta da província de Minas Gerais:
1. Manuel de Portugal e Castro[nota 1]
2. José Teixeira da Fonseca Vasconcellos (eleito vice-presidente[1])
3. João José Lopes Mendes Ribeiro[5]
4. Manuel Inácio de Melo e Sousa
5. Francisco Lopes de Abreu
6. José Teixeira Pacheco
7. Joaquim José Lopes Mendes Ribeiro
8. José Bento Leite Ferreira de Mello
9. José Bento Soares
10. Theotônio Alvares de Oliveira Maciel

A junta governativa mineira administrou a província de 20 de setembro de 1821 a abril de 1822, quando foi extinguida in loco pelo então príncipe-regente do Brasil, D. Pedro I.